# Балхаш
Балха́ш (на казахски: Балқаш Көлі) е безотточно полусолено езеро в югоизточната част на Казахстан, второто по големина солено езеро в света (след Каспийско море) и 14-ото по площ. Уникалността на езерото е в това, че то е разделено чрез тесен проток на две части с различни химични характеристики на водата – в западната част тя е сладка, докато в източната е солена. Източната част е около 1,7 пъти по-дълбока от западната. Най-големият град, разположен на брега на езерото, също се нарича Балхаш.
Езерото административно попада в три области на Казахстан: Алматинска, Жамбълска и Карагандинска област. Макар размерът на езерото временно да нараства, има опасения, че то става все по-плитко, поради опустиняване на региона и промишлена дейност.

## Историческа справка
Първите историко-географски сведения за езерото се появяват при китайците, които имат контакт със Средна Азия. През 607 г. са съставени карти на 44-те държави, които съществуват по това време в Средна Азия, но никоя от тях не се запазва до днес. От 8 век територията от езерата до Тяншан става известна като Седморечие, където се смесват културите на номадите (тюрки и монголци) с тези на уседналите народи на Средна Азия.
Александър фон Хумболт вярва, че езерото Балхаш е било известно на китайците под името „Си Хай“ („Западно море“). Тюрките и монголците го наричат Ак Денгиз („Бяло море“). Казахите наименуват езерото „Тенгиз“ („море“).
През 18 век „Тенгиз“ се появява на няколко карти: в издадена през 1716 г. карта на шведския офицер Йохан Ренат Густав, както и в „картата на Русия и Велика Татария“, съставена от капитан Филип Йохан фон Страленберг и издадена през 1730 г. в Стокхолм. През 1834 г. астрономът Василий Фьодоров определя точното местоположение на Балхаш и частично заснима бреговете му,, а в периода от 1837 до 1843 г. са проведени няколко експедиции в района на езерото, изучени са бреговете му и се провежда пробен риболов, който показва отсъствието на деликатесни есетри и незначителен улов, в сравнение с рибната промишленост на езерото Зайсан. Експедиция от 1851 – 1852 г. изучава дълбочините на езерото и възможността за плаване в него. По времето на китайската династия Цин езерото е северна граница на китайската държава, но през 1864 г. в съответствие с руско-китайско съглашение Балхаш и прилежащите към него територии се прехвърлят на Руската империя. В периода 1850 – 1860 г. Балхаш и река Или са изследвани от казахския учен Чокан Валиханов, който указва сходствата в произхода и историческото образуване на Балхаш и Алакол.
Голям принос за изследването на езерото прави руския географ Лев Семьонович Берг. През 1900 – 1906 г. Туркестанският отдел на Руското географско дружество му поръчва да проведе географо-хидроложко изследване на Аралско море. В хода на експедицията Берг доказва, че Балхаш лежи зад пределите на Арало-Каспийския басейн и че те не са били съединени в миналото. Също така той достига до извода, че Балхаш не пресъхва и водата в него е прясна. Поради бедността на фауната в езерото, той прави извод, че водоемът е по-скоро млад.

## География

### Географски показатели
Езерото е остатък от древното Ханхайско море, някога заемащо цялата Балхаш-Алаколска котловина. Площта му е около 16 хил. km2 (2000 г.), което го прави най-голямото езеро, изцяло разположено на територията на Казахстан. Надморската му височина е около 340 m. Дължината му е 605 km, а ширината му се изменя от 9 до 19 km в източната част до 74 km в западната. Общата дължина на бреговата линия е 2385 km. Западната част е относително плитководна и сладководна, а източната е с по-дълбока и по-солена вода. Дълбочината на пролива, съединяващ двете части, е около 6 m.
|  | 1. Полуостров Саръесик, разделящ езерото на две части и протока Узънарал 2. Полуостров Байгабил 3. Полуостров Балай 4. Полуостров Шаукар 5. Полуостров Кентубек 6. Острови Басарал и Ортаарал 7. Остров Тасарал 8. Залив Шемпек 9. Залив Саришаган |

### Брегова линия, острови
Западните и северните брегове на Балхаш, до които се спускат разклоненията на Казахската хълмиста земя са високи (20 – 30 m) и скалисти, съставени от палеозойски скали, с ясно изразени следи от древни езерни тераси. Южните брегове от залив Карашаган до делтата на река Или са ниски (1 – 2 m) и песъчливи, периодично наводнявани, обрасли с гъста тръстикова растителност, а на места се срещат хълмове с височина 5 – 10 m. Бреговата линия е разчленена от многобройни заливи. Големите острови са малко, като най-големите са Басарал и Тасарал. Общият брой на островите е 43, като тяхната обща площ е около 66 km2, но с понижението на водното ниво се образуват нови острови, а площта на вече съществуващите се увеличава.

### Климат
Климатът в района на езерото е пустинен. Средната юлска температура е 24 °C, а средната януарска около -8 °C. Годишната сума на валежите е 131 mm, а относителната влажност на въздуха е 55 – 60%. Средногодишната скорост на вятъра е 4,5 – 4,8 m/s. Над западната част преобладават северните ветрове, а над източната – североизточните. И едните и другите предизвикват постоянно силно вълнение в езерото. Високата лятна температура на въздуха, ниската влажност и силните ветрове способстват за голямото изпарение, което се колебае от 950 mm в прохладни години до 1200 mm в засушливи.

### Хидроложки показатели
Температурата на водата на повърхността на езерото варира от 0 °C през декември до 28 °C през юли. Езерото замръзва ежегодно и е покрито с лед от ноември до април.
| Дълбочина               | Яну | Фев  | Мар | Апр | Май  | Юни  | Юли  | Авг  | Сеп  | Окт  | Ное | Дек |
| ----------------------- | --- | ---- | --- | --- | ---- | ---- | ---- | ---- | ---- | ---- | --- | --- |
| Източна част на езерото |     |      |     |     |      |      |      |      |      |      |     |     |
| 0                       | —   | −0.2 | 0.2 | —   | 13.9 | 19.0 | 23.4 | 23.2 | 17.2 | 11.4 | —   | —   |
| 10                      | —   | 1    | —   | —   | 10.8 | 16.7 | 21.7 | 22.8 | —    | —    | —   | —   |
| 20 (около дъното)       | —   | 1.7  | 1.9 | —   | 8.9  | 13.7 | 14.6 | 19.7 | 17.1 | 11.5 | —   | —   |
| Западна част на езерото |     |      |     |     |      |      |      |      |      |      |     |     |
| 0                       | —   | 0.0  | 0.8 | 6.7 | 13.3 | 20.5 | 24.7 | 22.7 | 16.6 | 7.8  | 2.0 | —   |
| 3 (около дъното)        | —   | 0.3  | 2.2 | 6.5 | 13.1 | 19.6 | 24.1 | 22.6 | 16.5 | 7.4  | 2.0 | —   |

Най-високо езерно ниво се наблюдава през юни и юли, когато се топят снеговете и ледовете в околните планини. Средногодишната амплитуда на нивото на езерото, в резултат от многогодишните наблюдения съставлява 3,2 m.
Балхаш е полусладководно или полусолено езеро. Химеческият състав на водите му зависи от особеностите на хидрографията на водосборния му басейн. Далече вдаващият се в езерото полуостров Саръесик го разделя на две различни една от друга в хидроложко отношение половини – западна и източна, съединени с тесен (ширина 3,5 km) проток Узънарал. Минерализацията на водата и съдържанието на сол в западните и източните части са много различни, което се обяснява с вливането в западната му част на голямата река Или, внасяща в езерото ежегодно до 73 – 80% от постъпващите в него води (около 23 km³). Водата в западната част е почти прясна (0,74 g/l), по-мътна (прозрачност до 1 m), с жълто-сив цвят. Източната част е солена (5,21 g/l), прозрачна (до 5,5 m), с цвят от син до изумрудено-син. Обща средна минерализация на водата 2,94 g/l. Теченията в езерото са основно ветрови, като в западната част има постоянно кръгово точение.

### Флора и фауна
На бреговете на езерото растат върби, от Poales: Phragmites australis, Typha angustata, както и няколко вида Scirpus, сред които ендемита Scirpus kasachstanicus. Под водата растат няколко вида от родовете Myriophyllum и Potamogeton. Фитопланктонът, чиято концентрация през 1985 г. достига 1,127 g/l, е представен от многобройни видове водорасли.
Фауната на езерото в миналото е богата, но от началото на 1970-те години биоразнообразието започва да намалява, поради влошаването на качеството на водата. Дотогава бентосът е представен от мекотели, ракообразни и водни насекоми. Зоопланктонът, чиято концентрация през 1985 г. е 1,87 g/l, също е бил обилен, особено в западната част. В езерото има около 20 вида риба, от които 6 са местни (Schizothorax pseudoksaiensis, S. argentatus, Perca schrenkii, Nemachilus strauchi, N. labiatus и Phoxinus poljakowi), а останалите са внесени. Основните промишлени риби са шаран, распер и Sander.
Тръстиката, обилно растяща на южния бряг на езерото, особено около делтата на река Или, е служила за отлично убежище за птиците. Изменението на хидроложкия режим води до деградация на делтата на Или – от 1970 г. насам нейната площ се е смалила от 3046 до 1876 km2, в резултат на което водно-блатните земи са се съкратили. Усвояването на земята, използването на пестициди и прекомерната паша също повлияват отрицателно на биоразнообразието на басейна. В горите на делтата до 20 век живее каспийския тигър, който се храни с дивите свине там. През 1940-те години в долината на Или е аклиматизирана внесената от Канада ондатра.
Балхаш попада в ареала на големия корморан, мраморната патица, колхидския фазан, скалния орел и Egretta.

## Населени места и икономика

### Населени места
Най-големият населен пункт на брега на езерото е град Балхаш (ок. 80 хил. души). Градът е разположен на северния бряг, а неговото градообразуващо предприятие е Балхашкият металургичен комбинат. Голямо находище на мед, открито през 1928 – 1930 г., се разработва в селищата на север от езерото. На западния бряг на езерото, в района на град Приозьорск, са разположени много военни обекти, построени по съветско време. Във военното селище Балхаш-9 между град Балхаш и Приозьорск са разположени радиолокационни станции на системите за предупреждение за ракетно нападение „Дарял-У“, „Днепър“ и „Днестър“. На запад от селището Саръшаган е разположен полигон на противоракетната отбрана, а на юг, в залива Кашкантениз, се е намирал изпитателен полигон за лазерно оръжие Тера-3. Южният бряг на езерото почти не е заселен.
Почивният потенциал на езерото привлича някои туристи. Изградени са няколко пансиона. В рамките на движението за съхранение на езерото се провеждат различни спортни мероприятия.

### Риболов
Въпреки сравнителната бедност на фауната, икономическото значение на Балхаш се базира на риболова и развъждането на риба, което започва през 1930-те години. През 1960-те години вече се добиват 30 хил. тона риба годишно. Уви, през 1990-те години уловът спада до 6,6 тона риба годишно. Намаляването на улова се обяснява с отсъствието на програми по възпроизвеждането на рибните ресурси, както и с широко разпространеното бракониерство.

### Енергетика
Още от съветско време се правят опити да се реши проблема с енергоснабдяването в югоизточната част на Казахстан: разработен е план за строителство на електроцентрала на брега на Балхаш. През 1979 г. е избрана строителна площадка за строежа на Южноказахстанската ТЕЦ и е основано селището Улкен, но след известно време строителните работи са спрени. През 1997 г. е решено площадката да се използва за построяването на АЕЦ, но протестите на еколозите и местните жители отново спират плана. Така в края на 2008 г. правителството приема решение за строежа на ТЕЦ Балхаш.

### Корабоплаване
По езерото Балхаш и в долното течение на река Или се осъществява редовно корабоплаване. Флотът се използва основно за риболов и превоз на риба, но и за транспорт на минерално-строителни суровини и селскостопанска продукция. Поради недостатъчно финансиране, работите по задълбочаване на езерото чрез изкопаване на дъното са сведени до минимум, което не позволява използването на съдове с голям тонаж в повечето участъци на езерото.
Плаването в езерото е организирано през 1931 г. – в град Балхаш са доставени два парахода и три баржи. Към 2004 г. в басейна на Балхаш и Или се експлоатират 87 съда, от които 7 пасажерски, 14 товарни и 15 буксирни.

## Екология
Съществуват сериозни опасения относно екологичната ситуация на езерото, особено що се отнася до възможността от повтаряне на екологичната катастрофа от Аралско море. От 1970 г. започва използването на водите на река Или за запълването на Капчагайското водохранилище, което води до понижаване на притока към Балхаш с 2/3 и понижаване на водното му ниво. Скоростта на понижение на водното ниво е около 15,6 cm на година, което силно превишава темпа на естественото понижение в периода 1908 – 1946 г. (9,2 cm на година). Пресъхването на Балхаш се наблюдава особено добре в по-плитката му западна част. В периода 1979 – 2001 г. малкото солено езеро Алакол, разположено на 8 km южно от Балхаш, на практика изчезва, а южната част на Балхаш губи около 150 km2 водна повърхност през този период. От 16 езерни системи около Балхаш са останали само 5, а процесът на опустиняване вече обхваща около 1/3 от басейна.
Още един фактор, влияещ отрицателно на екологията на басейна са отпадъчните води от Балхашкия металургичен комбинат. В началото на 1990-те години обемът на отпадъците е 280 – 320 хиляди тона на година, като на дъното на езерото има 76 тона мед, 68 тона цинк и 66 тона олово. Вредни вещества постъпват в езерото и чрез утечки от съседното хвостохранилище. Към момента текат работи по значителното намаляване на вредните емисии в езерото. Основните замърсители на Балхаш с тежките метали (мед и цинк), както и нефтените продукти.
Замърсени води постъпват в Балхаш не само от комбината, но и от Китай. На пограничните пунктове е фиксирано силно превишаване на съдържанието на мед и други вещества.